# Leonard James Crowley
Leonard James Crowley (* 28. Dezember 1921 in Montréal; † 15. März 2003) war ein kanadischer Weihbischof in Montréal.

## Leben
Leonard James Crowley empfing am 31. Mai 1947 die Priesterweihe. 
Paul VI. ernannte ihn am 8. Februar 1971 zum Weihbischof in Montréal und Titularbischof von Mons in Numidia. Der Erzbischof von Montréal, Paul Grégoire, weihte ihn am 24. März desselben Jahres zum Bischof; Mitkonsekratoren waren Lawrence Patrick Whelan, Weihbischof in Montréal, und Norman Joseph Gallagher, Bischof von Thunder Bay.
Am 26. März 1997 nahm Papst Johannes Paul II. seinen altersbedingten Rücktritt an.